# Fox River Township (Iowa)
Fox River Township est un township, du comté de Crawford en Iowa, aux États-Unis,.

## Source de la traduction
- (en) Cet article est partiellement ou en totalité issu de l’article de Wikipédia en anglais intitulé « Fox River Township, Davis County, Iowa » (voir la liste des auteurs).